# Karl Grandjot
Karl (Carlos) Grandjot Reins (Frankenberg, Hessen 23 de agosto de 1900 – 5 de outubro de 1979) foi um matemático e naturalista alemão.

## Publicações selecionadas
- 1931. Beweis eines auf Polynome spezialisierten Satzes der Analyse. 1 tab. Soc. Alemana para la Ciencia. Santiago de Chile, Neue Folge, vol. I, pp. 213-218
- 1932. Tablas Logarítmico–Trigonométricas con 4 decimales. Santiago, Imp. Univ. 16 pp.
- 1933. Aritmética: Primer Libro. Santiago [s.n.] 176 pp.
- 1936. Der Potrero Grande in der Kordillere von Santiago. Com Gertrud F. Grandjot. 2 figs. 4 lám. f/n com 7 fig. Soc. Alemana para la Ciencia. Santiago de Chile, nueva serie, vol. 3, pp. 213-218
- 1937. Orites, Cuarto Género de Proteáceas Chilenas
- 1940. Álgebra Abstracta. Apartado de la Revista Universitaria, UC de Chile XXV ( 1): 19-58
- 1947. ¿Qué es la vida?. IMPULSO, Revista anual del Centro de Ing. de la Univ. Católica II ( 2): 3 - 11
- 1950. Complementos de Matemáticas Superiores. Santiago, Galcon, 233 pp. Y diversas ediciones
- 1954. Estadística Matemática. Univ. de Chile, Instituto Pedag. Ed. Galcon, pp. 30-53 de “Complementos...”
- 1956. La teoría de la relatividad. Anales de la Universidad de Chile CXIV, primer trimestre, 101: 17-21
- 1960. Die beiden Heimatsprachen der Chilenen deutscher Abstammung, Ergebnisse einer statistischen Umfrage. [El Bilingüismo de los chilenos de ascendencia alemana, Resultado de una encuesta estadística.] Ed. Liga Chileno-Alemana. Imp. Talleres Gráf. Claus v. Plate, Stgo. Chile, 48 pp. + 7 cartas
- 1962. Resolución numérica de ecuaciones algebraicas. Santiago, P. Univ. Católica de Chile, 11 pp. Dto. de Invest. Cient. y Tecnol.

## Honrarias
- presidente da Sociedad Chilena de Historia Natural
- membro do Consejo de la Liga Chileno-Alemana
- sócio e diretor da Sociedad Musical Mozart de Santiago
- sócio do Club Alemán de Excursionismo
- 1953: presidente e sócio fundador da Sociedad Matemática de Chile
- 1954: obteve a nacionalidade chilena

### Epônimos
- (Asteraceae) Senecio grandjotii Cabrera[3]
- (Brassicaceae) Cardamine grandjotii O.E. Schulz[4]
- (Myrtaceae) Myrceugenella grandjotii Kausel[5]